# Bremer Grüne Liste
Die Bremer Grüne Liste (Kurzbezeichnung: BGL) war die erste grüne Partei, die – 1979 – in ein deutsches Landesparlament einzog.

## Gründung
Die Bremer Grüne Liste hat ihre Wurzeln in einer Bürgerinitiative gegen die Mozarttrasse, die nach den Plänen des Senats und der SPD-Fraktion der Bremischen Bürgerschaft als Umgehungsstraße das Viertel durchschneiden sollte. Am 5. Dezember 1973 führte der Widerstand der SPD-Basis zu einem ablehnenden Beschluss bezüglich der „Mozarttrasse“ in der SPD-Bürgerschaftsfraktion, nachdem noch am Tag zuvor die Fraktion sich für die Planungen ausgesprochen hatte. Seitens der SPD-Führung wurde nach dem Ende der „Mozarttrasse“, um in Zukunft einen massiven Widerstand der Basis zu unterbinden, der bis dahin einheitliche SPD-Stadtbezirk in drei Unterbezirke aufgeteilt. Dies führte zu 18 Parteiaustritten und der Gründung der Bremer Grünen Liste durch eine Gruppe ehemaliger SPD-Mitglieder um Olaf Dinné. 
Daneben beteiligte sich auch die konservative CDU-Abspaltung Partei Freier Bürger an der Gründung. Im sogenannten „Bremer Modell“ wurde dabei versucht, die Grüne Bewegung als breites gesellschaftliches Bündnis zu organisieren. Von Rudi Dutschke über liberale Vertreter neuer sozialer Bewegungen wurde das Bündnis als politische Chance begrüßt. 

## Einzug in die Bürgerschaft

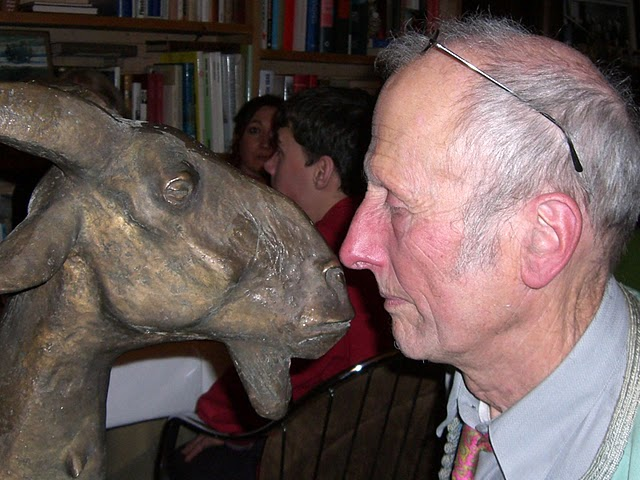
Olaf Dinné (2005)

1979 gelang es der BGL, bei der Wahl zur Bremischen Bürgerschaft 5,14 % der Stimmen in der Stadt Bremen zu erreichen und als erste grüne Partei in einem Landesparlament vertreten zu sein. Die vier Abgeordneten der BGL in der Bürgerschaft waren Olaf Dinné, Axel Adamietz, Peter Willers und  Delphine Brox. 

„Man hielt zusammen, man wusste, dass man ein vernünftiges Ziel hatte, und wir waren im Grunde natürlich hoffnungsfroh, aber perplex, dass wir in Bremen hier diesen Erfolg geschafft hatten. Das war einfach eine ganz spannende Zeit.“

„Das war das erste Mal, dass überhaupt grüne Abgeordnete in einen Landtag gewählt wurden. Insofern war der Aufmerksamkeitsgrad nicht nur in Bremen, sondern in der ganzen Republik, sehr, sehr groß. Und im Nachhinein muss man sagen, sie haben sehr viel aufgemischt.“

## Zerfall und Auflösung
Neben der BGL bildete sich in der Folge der Gründung der bundesweiten Partei „Die Grünen“ auch in Bremen ein Landesverband neben der BGL. Es kam zu Auseinandersetzungen innerhalb der BGL. 1982 trat der BGL-Abgeordnete Peter Willers aus der Abgeordnetengemeinschaft und der BGL aus und bei den Grünen ein. Bei der Bürgerschaftswahl am 26. September 1983 traten in Bremen drei grüne Gruppierungen an: Die Grünen mit Willers als Spitzenkandidat, die BGL um Dinné und die DKP-nahe Betrieblich-Alternative Liste. Nur die Grünen konnten mit 5,4 % der Stimmen in die Bürgerschaft einziehen.
Die vier Abgeordneten der BGL zogen sich im Laufe der Zeit teilweise aus der Politik zurück. Adamietz wurde 1990 Mitglied der FDP und 2011 der Wählergemeinschaft Bremer und Bremerhavener Wählergemeinschaft (B+B), Dinné engagierte sich noch lange danach in verschiedenen Bürgerinitiativen; zur Bürgerschaftswahl 2019 trat er als Spitzenkandidat der Freien Wähler an. Willers war noch bis 1985 Mitglied der Bürgerschaft und trat 1991 bei den Grünen aus. Delphine Brox engagierte sich bis zu ihrem Tod im Jahr 2008 in ihrem französischen Heimatort Cussy-en-Morvan in lokalen Umweltinitiativen und kämpfte dort insbesondere gegen die Ansiedlung von industriellen Schweinemastbetrieben.